# Джордж Нелсън
Джордж Драйвър „Пинки“ Нелсън (на английски: George Driver 'Pinky' Nelson) e американски учен и астронавт на НАСА, участник в три космически полета.

## Образование
Джордж Нелсън завършва колежа Willmar Senior High School, Уилмар, Минесота през 1968 г. През 1972 г. получава бакалавърска степен по физика от колежа Харви. През 1974 г. става магистър по астрономия в университета на Вашингтон. През 1978 г. защитава докторат по астрономия в същото висше учебно заведение.

## Служба в НАСА
Избран е за астронавт от НАСА през юни 1978 година, Астронавтска група №8. Първото си назначение получава още по време на мисията STS-1, на която е официален фотограф. След това е включен в поддържащите екипажи на мисиите STS-3 и STS-4 като CAPCOM офицер.

### Полети
Джордж Нелсън лети в космоса като член на екипажа на три мисии:
| Джордж Драйвър „Пинки“ Нелсън                                  | Джордж Драйвър „Пинки“ Нелсън | Джордж Драйвър „Пинки“ Нелсън | Джордж Драйвър „Пинки“ Нелсън | Джордж Драйвър „Пинки“ Нелсън | Джордж Драйвър „Пинки“ Нелсън       | Джордж Драйвър „Пинки“ Нелсън |
| №                                                              | Дата                          | КК                            | Емблема на мисията            | Функции                       | Продължителност                     |                               |
| -------------------------------------------------------------- | ----------------------------- | ----------------------------- | ----------------------------- | ----------------------------- | ----------------------------------- | ----------------------------- |
| 1                                                              | 6 април 1984                  | „Чалънджър“, мисия STS-41C    |                               | Специалист на мисията         | 6 денонощия 23 часа 40 мин. 07 сек. |                               |
| 2                                                              | 12 януари 1986                | „Колумбия“, мисия STS-61C     |                               | Специалист на мисията         | 6 денонощия 02 часа 03 мин. 51 сек. |                               |
| 3                                                              | 29 септември 1988             | „Дискавъри“, мисия STS-26     |                               | Специалист на мисията         | 4 денонощия 01 час 00 мин. 11 сек.  |                               |
| Сумарно време в космоса – 17 денонощия 02 часа 44 мин. 08 сек. |                               |                               |                               |                               |                                     |                               |

## След НАСА
Джорд Нелсън напуска НАСА през 1989 г. и започва да се занимава с научна и преподавателска дейност в областта на математиката и астрономията.

## Личен живот
Нелсън е женен за Сузи (на английски: Susie Nelson). Двамата имат две дъщери: Ейми и Марти.

## Награди
- Медал на НАСА за участие в космически полет (3);
- Медал на НАСА за изключителни постижения;
- Медал на НАСА за заслуги и др.

През 2009 г. е приет в Залата на Славата.